# Eugenio Canfari
Eugenio Canfari (16 de abril de 1877, Génova –  23 de marzo de 1962, Torino) era un jugador a principios del fútbol italiano. Él fue uno de los trece hombres que fundaron la Juventus en 1897 y primer presidente. Con su hermano Enrico Canfari era también un miembro fundador de la Juventus, aunque él nunca participó en el Campeonato de Fútbol italiano.
- Datos: Q982438